# Caradrina alpha
Caradrina alpha là một loài bướm đêm trong họ Noctuidae.